# تپه قرخ بلاغ
تپه قرخ بلاغ مربوط به سده‌های اولیه و میانه دوران‌های تاریخی پس از اسلام است و در شهرستان نیر، بخش کورائیم، دهستان یورتچی غربی، روستای چهره برق واقع شده و این اثر در تاریخ ۲۷ بهمن ۱۳۸۷ با شمارهٔ ثبت ۲۴۵۴۶ به‌عنوان یکی از آثار ملی ایران به ثبت رسیده است.